# Pedioplanis breviceps
Pedioplanis breviceps là một loài thằn lằn trong họ Lacertidae. Loài này được Sternfeld mô tả khoa học đầu tiên năm 1911.